# Phyllomys brasiliensis
Phyllomys brasiliensis là một loài động vật có vú trong họ Echimyidae, bộ Gặm nhấm. Loài này được Lund mô tả năm 1840.